# Pierrefitte-sur-Loire
Pierrefitte-sur-Loire település Franciaországban, Allier megyében. Lakosainak száma 509 fő (2022. január 1.). Pierrefitte-sur-Loire Coulanges, Diou, Saligny-sur-Roudon, Gilly-sur-Loire és Perrigny-sur-Loire községekkel határos.

## Népesség
A település népességének változása:
| Lakosok száma | 626  | 649  | 609  | 514  | 508  | 507  | 509  | 512  | 514  | 509  |
|               | 1968 | 1982 | 1990 | 2006 | 2013 | 2015 | 2017 | 2019 | 2020 | 2022 |